# Giro de Lombardía 1925
El Giro de Lombardía 1925 fue la 21.ª edición del Giro de Lombardía. Esta carrera ciclista organizada por La Gazzetta dello Sport se disputó el 4 de noviembre de 1925 con salida y llegada a Milán después de un recorrido de 251 km.
El ganador fue Alfredo Binda (Legnano-Pirelli) que se impuso ante sus compatriotas Battista Giuntelli y Ermanno Vallazza (Legnano-Pirelli).
Costante Girardengo cruzó la línea en segunda posición pero fue descalificado.

## Clasificación general
| Posición | Ciclista            | Equipo                      | Tiempo     |
| -------- | ------------------- | --------------------------- | ---------- |
| 1        | Alfredo Binda       | Legnano-Pirelli             | 8h 43' 40" |
| 2        | Battista Giuntelli  | Individual                  | + 8' 20"   |
| 3        | Ermanno Vallazza    | Legnano-Pirelli             | + 10' 30"  |
| 4        | Adriano Zanaga      | La Française-Diamant-Dunlop | + 15' 00"  |
| 5        | Giovanni Brunero    | Legnano-Pirelli             | m. t.      |
| 6        | Bartolomeo Aimo     | Alcyon-Dunlop               | + 15' 01"  |
| 7        | Egidio Picchiottino | Maino                       | m. t.      |
| 8        | Marco Giuntelli     | Individual                  | + 16' 30"  |
| 9        | Giuseppe Pancera    | Legnano-Pirelli             | + 17' 40"  |
| 10       | Michele Robotti     | Individual                  | m. t.      |